# Moore (Texas)
Moore és una concentració de població designada pel cens dels Estats Units a l'estat de Texas. Segons el cens del 2000 tenia 644 habitants.

## Demografia
Segons el cens del 2000, Moore tenia 644 habitants, 248 habitatges, i 182 famílies. La densitat de població era de 8 habitants/km².
Dels 248 habitatges en un 29,8% hi vivien nens de menys de 18 anys, en un 55,6% hi vivien parelles casades, en un 10,9% dones solteres, i en un 26,6% no eren unitats familiars. En el 23,4% dels habitatges hi vivien persones soles el 9,7% de les quals corresponia a persones de 65 anys o més que vivien soles. El nombre mitjà de persones vivint en cada habitatge era de 2,56 i el nombre mitjà de persones que vivien en cada família era de 3,02.
Per edats la població es repartia de la següent manera: un 25,6% tenia menys de 18 anys, un 4,5% entre 18 i 24, un 25,8% entre 25 i 44, un 27% de 45 a 60 i un 17,1% 65 anys o més.
L'edat mediana era de 40 anys. Per cada 100 dones de 18 o més anys hi havia 100,4 homes.
La renda mediana per habitatge era de 39.063 $ i la renda mediana per família de 40.774 $. Els homes tenien una renda mediana de 24.531 $ mentre que les dones 28.281 $. La renda per capita de la població era de 15.975 $. Aproximadament el 9,9% de les famílies i el 15,4% de la població estaven per davall del llindar de pobresa.

## Poblacions més properes
El següent diagrama mostra les poblacions més properes.